# 1585
| 1585               |
| ------------------ |
| Dødsfald - Fødsler |
|                    |

| Gregoriansk kalender | 1585 MDLXXXV            |
| Ab urbe condita      | 2338                    |
| Armensk kalender     | 1034 ԹՎ ՌԼԴ             |
| Kinesiske kalender   | 4281 – 4282 甲申 – 乙酉 |
| Etiopisk kalender    | 1577 – 1578             |
| Jødisk kalender      | 5345 – 5346             |
| Hindukalendere       |                         |
| - Vikram Samvat      | 1640 – 1641             |
| - Shaka Samvat       | 1507 – 1508             |
| - Kali Yuga          | 4686 – 4687             |
| Iransk kalender      | 963 – 964               |
| Islamisk kalender    | 993 – 994               |

Konge i Danmark: Frederik 2. 1559-1588
Se også 1585 (tal)

## Født
- 12. februar – Caspar Bartholin den Ældre, dansk teolog og læge (død 1629).
- 4. april - Caspar de Robles statholder i Frisland og Groningen (født 1527).
- 5. august – Jesper Rasmussen Brochmand, dansk professor og biskop (død 1652).
- 9. september – Richelieu, fransk kardinal og statsmand (død 1642).
- 4. oktober – Anna af Tyrol, tysk-romersk kejserinde (død 1618).
- 8. oktober – Heinrich Schütz, tysk komponist (død 1672).

## Dødsfald
- 30. august – Andrea Gabrieli, italiensk komponist (født 1533).